# Chủ nghĩa Stalin

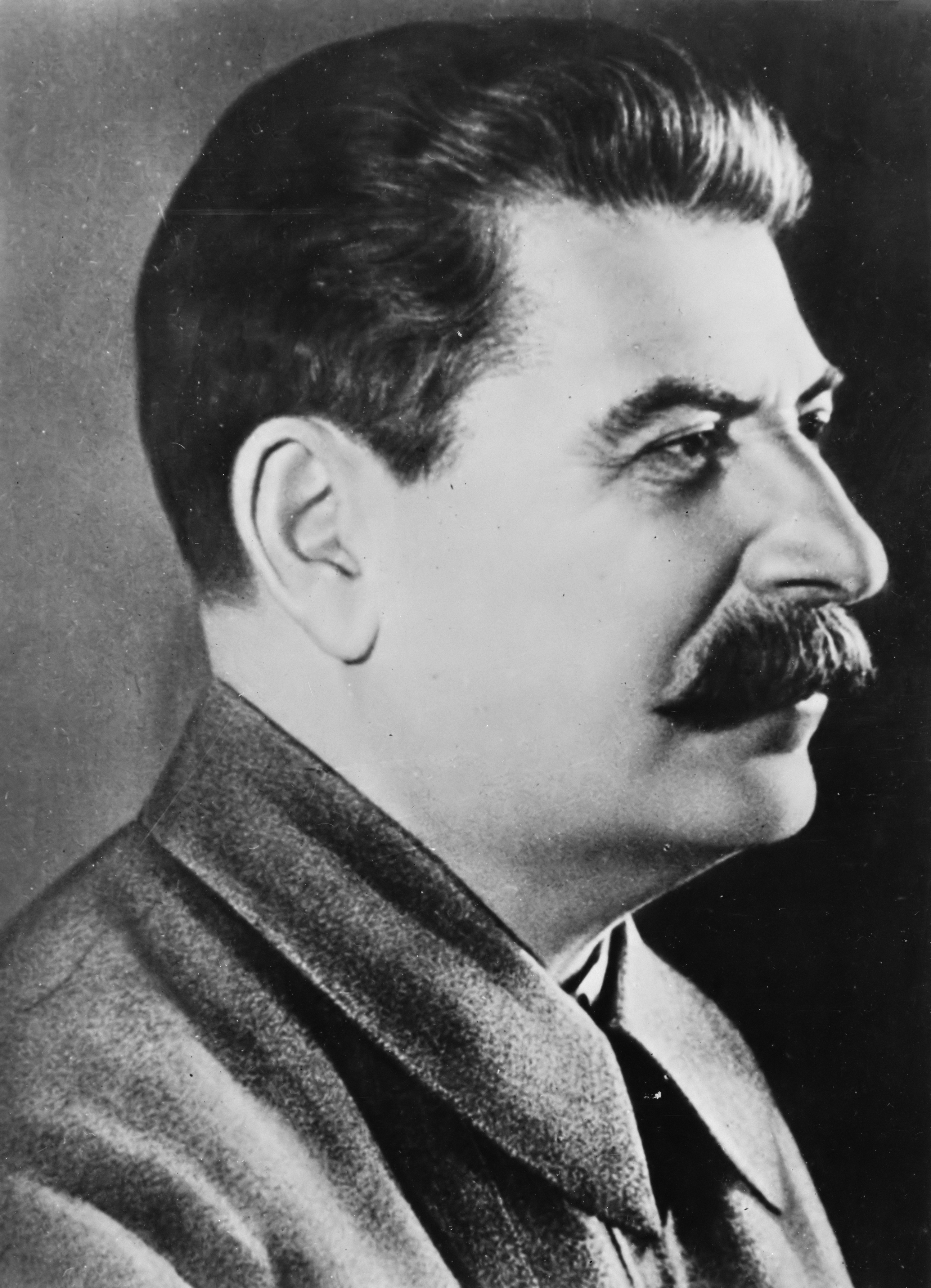
Josef Stalin, ca. 1942

Chủ nghĩa Stalin là từ được dùng khi nói tới lý thuyết và thực hành của Stalin tạo ra trong thời kỳ lãnh đạo của Josef Stalin (1927–1953) ở Liên Xô và ở Đệ Tam Quốc tế. Đây được xem là một loại chủ nghĩa toàn trị (nhà nước chi phối toàn diện mọi mặt xã hội).
Sau khi chế độ Stalin bị chỉ trích tại đại hội đảng Cộng sản Liên Xô lần thứ XX năm 1956 có một chiến dịch phi Stalin hóa, tuy nhiên từ 1964 dưới thời Leonid Ilyich Brezhnev nó đã bị hủy bỏ một phần.
Những hình thức sùng bái cá nhân và thi hành quyền lực chính trị toàn diện của Nhà nước như ở Cộng hòa Nhân dân Trung Hoa (chủ nghĩa Mao) hay ở Bắc Triều Tiên (Tư tưởng Chủ thể) thường được coi là có phần ảnh hưởng từ chủ nghĩa Stalin.

## Thời kỳ Joseph Stalin
Stalin cho rằng sự nghiệp xây dựng chủ nghĩa cộng sản càng thắng lợi thì các mâu thuẫn trong lòng nó giữa giai cấp vô sản và tàn tích của giai cấp tư sản càng gia tăng, do đó càng cần phải đẩy mạnh đấu tranh giai cấp để tiêu diệt sạch các tàn tích đó. Đây là luận điểm tạo cơ sở lý luận để Stalin tiến hành các cuộc thanh lọc trong nội bộ đảng, nhà nước và xã hội để loại bỏ bất cứ một hành vi hoặc ý định nào được xem là suy đồi, phản cách mạng. Mặt tích cực của lý luận này nào nó giúp duy trì kỷ luật xã hội và sự liêm chính của cán bộ Nhà nước ở mức khá cao, nạn lợi dụng chức quyền để tham nhũng dưới thời Stalin là rất ít, nhưng mặt tiêu cực là trong nhiều trường hợp sự thanh lọc đã đi quá mức khi áp dụng vào thực tế, gây ra thiệt hại cho hệ thống chính trị và xã hội. Trong suốt nửa thập niên cuối của 1920, Joseph Stalin đã dùng công cụ này để giành được quyền lực tuyệt đối chống lại những thành phần đối lập với ông trong đảng Cộng sản Liên Xô. Những người bị loại bỏ đầu tiên là những người trong bộ chính trị Leon Trotsky, Grigori Zinoviev, và Lev Kamenev đã bị đuổi ra khỏi đảng cuối năm 1927. Stalin sau đó quay lại chống cả Nikolai Bukharin, người đã ủng hộ ông giành quyền lực, bởi vì ông này đã chống đối chính sách áp buộc tập thể hóa nông nghiệp và kỹ nghệ hóa nhanh chóng mà người nông dân phải trả giá đắt.
Stalin đã loại trừ tất cả những đối thủ chính trị vào cuối năm 1934 và trở thành một lãnh tụ tuyệt đối trong đảng và chính quyền. Tuy nhiên ông ta tiếp tục thanh lọc mọi tầng lớp trong đảng và trong cả nước. Trong suốt thời kỳ này, diễn ra những vụ án trình diễn đối với những đối thủ trước đó trong đảng 1936-1938 mà cao điểm là giữa 1937 và 1938, hàng triệu công dân Liên Xô đã bị đưa đến các trại tù lao động. Theo ủy ban Shatunovskaja, điều tra theo ủy quyền của Nikita Khrushchyov, từ 1/1/1935 cho tới tháng 7/1940 Bộ Dân ủy Nội vụ (NKVD) đã cho bắt hoặc thẩm vấn 19.840.000 công dân Xô Viết; 7 triệu trong số đó đã bị đưa tới các trại lao động hoặc nhà tù với những tội danh khác nhau.
Về mặt kinh tế, trái ngược với chính sách kinh tế mới của Lenin, chủ nghĩa Stalin đặc trưng bằng sự xóa bỏ hẳn nền kinh tế thị trường, đưa nền kinh tế sang một mô hình tập trung cao độ, mọi phương tiện sản xuất đều nằm trong tay nhà nước thông qua chỉ hai hình thức "sở hữu toàn dân" và "sở hữu tập thể". Toàn bộ nền kinh tế được điều hành theo mệnh lệnh từ trên xuống dưới nhất nhất theo "kinh tế kế hoạch hoá" kế hoạch sản xuất là pháp lệnh rất nghiêm ngặt. Liên Xô liên tiếp tiến hành các kế hoạch 5 năm, kế hoạch 7 năm để thực hiện "công nghiệp hóa xã hội chủ nghĩa" trong công nghiệp và "tập thể hóa nông nghiệp". Bằng những kế hoạch kinh tế ngắn hạn 5-7 năm, Stalin đã đưa Liên Xô trở thành cường quốc công nghiệp trong một khoảng thời gian ngắn chưa từng có trong lịch sử thế giới. Stalin làm được điều này bằng cách sử dụng khả năng tạo ra tỷ lệ tiết kiệm lớn, tập trung các nguồn lực cho mục tiêu công nghiệp hóa là ưu thế của nền kinh tế kế hoạch kết hợp với kỷ luật lao động cứng rắn cùng các biện pháp động viên khen thưởng để kích thích tăng năng suất lao động và hoàn thành các mục tiêu của kế hoạch kinh tế.
Trong chuyến thăm mùa hè năm 1944 của Eric Johnston, Chủ tịch Phòng Thương mại Hoa Kỳ, người đã đến thăm Ural, Siberia và Kazakhstan, đã tuyên bố rằng tiến bộ kinh tế của Liên Xô từ năm 1928 là "một thành tựu phi thường trong lịch sử phát triển công nghiệp của cả thế giới" Nói một cách hình tượng, trong một khoảng thời gian ít hơn 1/4 thế kỷ, trình độ kỹ thuật của nước Nga đã nhảy vọt từ thế kỷ XVI đến thế kỷ XX Kenneth Neill Cameron nhận xét: 
Khi chúng ta xem xét các số liệu thời Stalin, rõ ràng là chúng ta đang chứng kiến một sự tiến bộ kinh tế to lớn nhất từng được ghi nhận, ngay cả so với các cuộc cách mạng công nghiệp. Trong thời hạn 10 năm, một xã hội chủ yếu là phong kiến đã thay đổi thành một đất nước công nghiệp. Và lần đầu tiên trong lịch sử, một bước tiến như vậy không phải do chủ nghĩa tư bản, mà là do chủ nghĩa xã hội tiến hành.

## Lý thuyết chủ nghĩa Stalin
Ban đầu từ ngữ chủ nghĩa Stalin được dùng trong thập niên 1920 tại Liên Xô để chỉ quan điểm của đa số mà được lãnh đạo bởi Josef Stalin trong đảng Cộng sản Liên Xô trong cuộc đấu tranh về sự thừa kế về chính trị lẫn lý thuyết của Lenin – chủ yếu là đương đầu với chủ nghĩa Trotsky. Stalin cho rằng chủ nghĩa Stalin là sự bảo vệ mạnh mẽ cho chủ nghĩa Lenin. Thuật ngữ Chủ nghĩa Marx-Lenin là cũng từ Stalin mà ra.
Lúc Stalin 55 tuổi, ông có một bài viết trên báo Pravda (sự thật) của Karl Radek cho là những sáng kiến và chính sách của Stalin là những thành quả riêng biệt, và từ đó từ chủ nghĩa Marx-Lenin-Stalin được dùng. Năm 1946 một bộ sách 16 cuốn in những tư tưởng của Stalin được viện Marx-Engels-Lenin cho xuất bản.
Những điểm chính của lý thuyết Stalin là sự phát triển của xã hội chủ nghĩa trong một nước và  sự gia tăng đấu tranh giai cấp trong sự phát triển đó. Sự gia tăng đấu tranh giai cấp, nhu cầu bảo vệ đất nước và cách mạng được dùng để bào chữa cho những vụ trấn áp của Stalin. Quan điểm của ông, mà hồi đó không được phép đặt nghi vấn, ngày nay được cho là một cảm nhận máy móc những tư tưởng của Marx, Engels và Lenin được dùng chỉ với mục đích biện minh cho việc tấn công những người bị cho là phản bội lại lý thuyết trong sáng.
Tuy nhiên, đến thập niên 1970 đảng Cộng sản Trung Quốc vẫn còn bị lôi cuốn bởi Stalin. Theo Mao Trạch Đông giải thích, 70% tư tưởng và thực hành của Stalin – nhất là trong Chiến tranh thế giới thứ hai – là vẫn có giá trị tốt, còn 30% thì không còn hợp thời hoặc có hại. Đối đầu với chủ nghĩa xét lại của Liên Xô, tại Trung Quốc xuất hiện các áp phích mà Mao Trạch Đông là nhân vật thứ năm.

## Đánh giá

### Tích cực
Nhà nghiên cứu Howard K. Smith cho biết: 
"Stalin đã làm được nhiều việc để thay đổi thế giới trong nửa đầu của thế kỷ này hơn bất kỳ người nào khác, những người sống cùng thời đó. Ông đã tạo cho nước Nga một quyền lực to lớn, nhà nước xã hội chủ nghĩa đầu tiên trên thế giới... Ông đã làm thay đổi toàn bộ thái độ của phương Tây đối với người lao động". Năm 1928, Liên Xô là một quốc gia gồm phần lớn là nông dân lạc hậu, bao quanh bởi một thế giới toàn những kẻ thù. Khi Stalin qua đời, ông để lại đất nước có sức mạnh công nghiệp đứng thứ hai thế giới. Chủ nghĩa xã hội đã chuyển đổi sự nghèo đói thành những xã hội hiện đại, trong đó tất cả mọi người đều có đủ thức ăn, quần áo, và nhà ở; nơi người cao tuổi có lương hưu an toàn; và nơi mà tất cả trẻ em (và nhiều người lớn) được đi học và không ai bị từ chối chăm sóc y tế. Howard K. Smith lưu ý rằng: Tất cả các ý tưởng điều tiết nền kinh tế của chính phủ các nước phương Tây, từ "New Deal" ở Mỹ cho tới "nhà nước phúc lợi" ở Anh, đều được phát triển trong cuộc cạnh tranh với các Kế hoạch 5 năm của Stalin.
Chủ tịch Hồ Chí Minh của Việt Nam Dân chủ Cộng hòa cho rằng: 
"Stalin là người thừa kế và phát triển Chủ nghĩa Marx - Lenin. Dưới sự lãnh đạo của đồng chí Stalin và Đảng Cộng sản, nhân dân Liên Xô đang tiến mạnh từ chủ nghĩa xã hội đến chủ nghĩa cộng sản, làm cho Liên Xô trở nên một thành trì vô cùng vững chắc của nhân dân lao động và các dân tộc bị áp bức, của phe dân chủ và hòa bình toàn thế giới".

### Tiêu cực
Qua những chỉ trích của Trotsky về các quan hệ chính trị ở Liên Xô và qua những sách báo được ấn hành của những người cộng sản bất đồng chính kiến như Arthur Koestler, từ chủ nghĩa Stalin ở phương Tây đồng nghĩa với một ý thức hệ giáo điều và một chế độ độc tài toàn trị trong chính sách của Stalin ở Liên Xô hay ở tổ chức Đệ Tam Quốc tế. Theo Trotsky, dưới chế độ Stalin đã hình thành "một giai cấp được ưu đãi, tham lam quyền lực, ham mê vật chất, lo sợ cho địa vị của mình, lo sợ trước quần chúng – và thù ghét những kẻ đối lập".
Sau chỉ trích về Stalin tại Đại hội đảng Cộng sản Liên Xô lần thứ XX và việc phi stalin hóa tại các nước cộng sản và tại các đảng cộng sản thì đóng góp về lý thuyết của Stalin vào chủ nghĩa Marx-Lenin được đánh giá lại. Stalin không còn được nhắc chung với Marx, Engels và Lenin, và bức tranh tuyên truyền 4 người mà hồi đó rất phổ biến chỉ còn Marx, Engels và Lenin. Stephen Kotkin cho rằng Stalin gây tội ác chỉ đơn giản là vì ông theo đuổi không khoan nhượng những ý tưởng của chủ nghĩa Marx.
Sau cái chết của Stalin, ở phương Tây rất ít người theo chủ nghĩa Stalin, trong thời ông ta, phần lớn cánh tả không chỉ trích chủ nghĩa Stalin. Sau phong trào sinh viên năm 1968, có vài nhóm tồn tại trong một thời gian ngắn ở Tây Âu bị lôi cuốn bởi chủ nghĩa này.